# William Clifford Newman
William Clifford Newman (* 16. August 1928 in Baltimore, Maryland; † 20. Mai 2017 in Timonium, Baltimore County, Maryland) war ein US-amerikanischer römisch-katholischer Geistlicher und  Weihbischof in Baltimore.

## Leben
William Clifford Newman studierte Philosophien und Theologie am St. Mary’s Seminary und an der Katholischen Universität von Amerika. Er empfing am 29. Mai 1954 die Priesterweihe für das Erzbistum Baltimore. Nach einem Masterstudium in Erziehungswissenschaften und Supervision am Loyola College (heute: Loyola University Maryland) war er seit 1967 für den Bereich Schulen und Ausbildung im Erzbistum Baltimore tätig. 
Papst Johannes Paul II. ernannte ihn am 25. Mai 1984 zum Weihbischof in Baltimore und Titularbischof von Numluli. Der Erzbischof von Baltimore William Donald Borders spendete ihm am 2. Juli desselben Jahres die Bischofsweihe; Mitkonsekratoren waren Thomas Austin Murphy, Weihbischof in Baltimore und Eugene Antonio Marino SSJ, Erzbischof von Atlanta.
Am 16. August 2003 nahm Papst Johannes Paul II. seinen altersbedingten Rücktritt an.